# Фененко Микола Йосипович
Микола Йосипович Фененко (14.04.1883 — ?) народився у м. Конотопі  Чернігівської губернії. З дворянського роду Фененків. Природознавець, дослідник історії  Сіверщини. Хранитель сімейного архіву.
Син голови Конотопської земської управи Фененка Йосипа Романовича та Скоропадської Євгенії Федорівни. 
Закінчив фізико-математичний факультет Імператорського Московського Університету 1-го ступеня. Працював викладачем фізики у Кременчуцькому реальному училищі. За дослідження фауни Чернігівської губернії отримав диплом на звання дійсного члена Імператорського Московського товариства дослідників природи.
За спогадами його сучасників, Микола Йосипович був людиною енциклопедичних знань, володів декількома іноземними мовами, чудово грав на фортепіано.
У 1913 році був обраний мировим суддею 5-ї дільниці Конотопського округу. Гласний Чернігівського губернського зібрання.
У 1915 році вийшла друком його книга «Предварительная фамильная роспись. Фененки», Конотоп, друкарня Ш. А. Левіна.
Після 1917 року його подальша доля невідома.